# Carcinogenesi

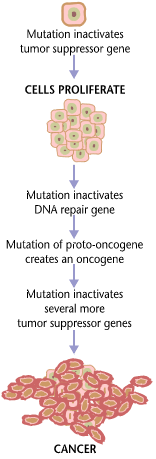
I tumori sono causati da una serie di mutazioni.

La carcinogenesi, detta anche cancerogenesi o oncogenesi (letteralmente "la creazione del cancro"), è il processo che trasforma cellule normali in cellule cancerose.
La divisione cellulare (proliferazione) è un processo fisiologico che ha luogo in quasi tutti i tessuti e in innumerevoli circostanze. Normalmente l'omeostasi, l'equilibrio tra proliferazione e morte cellulare programmata, di solito per apoptosi, è mantenuto regolando strettamente entrambi i processi per garantire l'integrità di organi e tessuti. Le mutazioni nel DNA che conducono al cancro, portano alla distruzione di questi processi ordinati distruggendone i programmi regolatori.
La carcinogenesi, secondo la teoria più condivisa, è causata dalla mutazione del materiale genetico di cellule normali, che altera l'equilibrio tra proliferazione e morte cellulare. Questo dà luogo a una divisione cellulare incontrollata e alla formazione del tumore. La rapida e incontrollata proliferazione può portare a tumori benigni o a tumori maligni (cancri). I tumori benigni non si estendono ad altre parti del corpo, non invadono altri tessuti e raramente costituiscono un pericolo per la vita dell'individuo. I tumori maligni possono invadere altri organi, estendersi in organi distanti (metastasi) e mettere in pericolo la vita.
Questo evento richiederebbe più di una mutazione, in genere, più mutazioni a carico di certe classi di geni. 
La perdita del controllo della proliferazione avrà luogo solo in seguito a mutazioni nei geni che controllano la divisione cellulare, la morte cellulare, e i processi di riparazione del DNA.

## Caratteristiche delle cellule tumorali
Le cellule che sono andate incontro a trasformazione neoplastica (carcinogenetica) presentano varie proprietà che le distinguono dalle cellule del tessuto sano:
- Resistono all'apoptosi (suicidio programmato della cellula).
- Si riproducono, dividendosi, in maniera incontrollata (o non muoiono) e solitamente si dividono con frequenza maggiore del normale.
- Sono autosufficienti per quanto riguarda i fattori di crescita.
- Non rispondono agli antagonisti dei fattori di crescita e la inibizione da contatto è soppressa.
- Possono presentare una differenziazione cellulare alterata.

Le cellule più aggressive possono presentare alcune caratteristiche aggiuntive che le rendono particolarmente maligne:
- Possono invadere i tessuti vicini, solitamente possono secernere metalloproteinasi che digeriscono la matrice extracellulare.
- Possono spostarsi a grande distanza e formare metastasi.
- Possono secernere fattori chimici che stimolano la formazione di nuovi vasi sanguigni (angiogenesi).

Quasi tutti i tumori si sviluppano a partire da una sola cellula, ma solitamente la cellula iniziale non acquisisce tutte le caratteristiche in una volta sola. Con ogni mutazione tumorale la cellula acquisisce un leggero vantaggio evolutivo sulle cellule vicine, entrando in un processo detto di evoluzione clonale. Ne consegue che cellule discendenti dalla cellula mutata, per effetto di ulteriori mutazioni, possano trarre un vantaggio evolutivo ancora maggiore. Le cellule che presentano solo alcune delle mutazioni necessarie alla formazione di un tumore maligno sono ritenute origine dei tumori benigni; tuttavia con l'accumularsi delle mutazioni le cellule mutate formeranno un tumore maligno. Lo sviluppo di un tumore è spesso iniziato da un piccolo cambiamento nel DNA, mutazione puntiforme, che porta ad una instabilità genetica della cellula. L'instabilità può aumentare fino alla perdita di interi cromosomi o alla formazione di copie multiple. Anche lo schema della metilazione del DNA della cellula cambia, attivando e disattivando geni in modo incontrollato. Le cellule che proliferano rapidamente, come le cellule epiteliali, hanno un rischio maggiore di trasformarsi in cellule tumorali, al contrario delle cellule che si dividono meno, per esempio i neuroni.

## Meccanismo della carcinogenesi
In definitiva, il cancro è una malattia dei geni. Perché delle cellule inizino a dividersi in maniera incontrollata devono essere danneggiati i geni che ne regolano la crescita. I proto-oncogeni sono geni che promuovono la crescita cellulare e la mitosi cioè un processo di divisione cellulare; i geni soppressori del tumore scoraggiano la crescita cellulare o impediscono la divisione cellulare per consentire la riparazione del DNA. Tipicamente è necessaria una serie di numerose mutazioni a questi geni prima che una cellula normale si trasformi in una cellula cancerosa.

### Proto-oncogeni
I proto-oncogeni promuovono la crescita cellulare in diversi modi. Molti producono ormoni, "messaggeri chimici" tra le cellule, che incoraggiano la mitosi e il cui effetto differisce a seconda del tessuto o cellula riceventi e della conversione dello stimolo (trasduzione del segnale) che si verifica (meccanismo mediante il quale l'informazione è trasferita dalla superficie della cellula al suo nucleo attivando una serie di reazioni a cascata). Alcuni proto-oncogeni controllano la sensibilità agli ormoni perché sono responsabili essi stessi del sistema di conversione dello stimolo o dei recettori nelle cellule o nei tessuti. Producono spesso mitogeni o sono coinvolti nella trascrizione del DNA nella sintesi proteica che crea proteine ed enzimi che la cellula utilizza o con i quali interagisce.
Mutazioni nei proto-oncogeni possono modificare la loro funzione, aumentando la quantità o l'attività delle proteine prodotte. Quando questo accade diventano oncogeni e le cellule hanno una maggiore probabilità di dividersi in maniera eccessiva e incontrollata. Il rischio di cancro non può essere ridotto rimuovendo i proto-oncogeni dal genoma in quanto essi sono fondamentali per la crescita, la riparazione e la omeostasi (equilibrio) dell'organismo, e diventano pericolosi solo quando mutano.

#### Fattori di crescita
Una cellula privata di fattori di crescita va rapidamente incontro ad apoptosi. Analogamente, affinché un tessuto possa proliferare o andare incontro a differenziazione, occorrono segnali extracellulari rappresentati da molecole di natura proteica, come l'insulina e le citochine, lipidica come ad esempio il cortisolo e la triiodotironina, o peptidica; tali molecole vengono chiamate anche fattori di crescita o mitogeni.

Affinché un fattore di crescita sia in grado di stimolare la proliferazione cellulare, occorre che esso si leghi ad un recettore, localizzato nella membrana cellulare, nel citoplasma o nel nucleo. Il complesso fattore di crescita-recettore è in grado di attivare una cascata di segnalazione intracellulare il cui scopo finale è quello di promuovere la trascrizione di mRNA contenente le informazioni necessarie alla creazione di proteine che innescano la divisione cellulare. Le tappe che dal complesso fattore di crescita-recettore portano alla divisione cellulare sono molteplici; il motivo di tale complessità è quello di favorire e modulare il controllo di segnali altrimenti di grado di promuovere una eccessiva proliferazione del tessuto. In questa maniera, per ogni scalino del processo di trasduzione vengono attuati una serie di meccanismi di controllo, il cui corretto funzionamento porta ad una corretta e coordinata proliferazione cellulare. Per esempio, questo meccanismo porta all'arresto della crescita in cellule poste ad un carico eccessivo di mitogeni, essendo magari una tappa a valle in grado di inibire a feedback una tappa a monte.

Una cellula autosufficiente è una cellula che non ha bisogno della fisiologica quantità di stimoli esterni per provvedere alla crescita e al differenziamento. L'autosufficienza può realizzarsi attraverso molteplici meccanismi:
- Secrezione autocrina di fattori di crescita
- Iperespressione dei recettori per i fattori di crescita
- Mutazioni attivanti dei recettori per i fattori di crescita
- Mutazioni attivanti delle proteine responsabili della trasduzione del segnale di crescita

### Geni soppressori del tumore
I geni soppressori del tumore codificano i messaggeri chimici e le proteine anti proliferazione che fermano la mitosi e la crescita cellulare. Di solito i soppressori del tumore sono fattori di trascrizione che sono attivati dallo stress cellulare o dal danneggiamento del DNA. Spesso danni al DNA causano tra le altre cose la presenza di materiale genetico vagante e attivano così enzimi e reazioni chimiche che portano all'attivazione dei geni soppressori del tumore. La funzione di tali geni è di arrestare il ciclo della cellula in modo da effettuare la riparazione del DNA, impedendo che le mutazioni siano passate alle cellule figlie. Soppressori del tumore sono fra gli altri il gene p53, che è un fattore di trascrizione attivato da molti stress cellulari tra cui danni da ipossia (mancanza di ossigeno) e radiazione ultravioletta.
Tuttavia, una mutazione può danneggiare un gene soppressore del tumore o la via che porta alla sua attivazione. L'inevitabile conseguenza è che la riparazione del DNA è impedita o inibita: il danno al DNA si accumula senza essere riparato portando inevitabilmente al cancro.

### Mutazioni multiple
In generale, sono richieste mutazioni in entrambi i tipi di gene perché si formi il cancro. Una mutazione limitata ad un oncogene verrebbe eliminata dai normali processi di controllo della mitosi e dai geni suppressori dei tumori. Una mutazione di un solo gene soppressore del tumore, sarebbe anch'essa insufficiente per causare il cancro per la presenza di numerose copie di "backup" dei geni che duplicano la sua funzione. È solo quando un numero sufficiente di proto-oncogeni è mutato in oncogeni e sufficienti geni soppressori del tumore sono stati disattivati che i segnali di crescita cellulare sopravvanzano i segnali che la regolano e la crescita cellulare aumenta rapidamente completamente fuori controllo.
Il "danno accumulato" è teorizzato da molti ricercatori per spiegare la crescita esponenziale dei tumori nella tarda età. Nei giovani le difese contro il danno al DNA sono molto forti, ma, con la mutazione dei geni soppressori del tumore, la velocità con cui si sommano i danni aumenta in modo esponenziale in una sorta di "spirale mortale". Questa teoria è ulteriormente supportata dal fatto che la probabilità di contrarre un cancro aumenta in modo esponenziale e non lineare con l'età. La quantità del danno in una cellula cancerosa è immensa, quasi tutti i cromosomi presentano un qualche tipo di mutazione comprese multiple copie del cromosoma trisomia, o completa mancanza di un cromosoma (monosomia). 
Di solito gli oncogeni sono geni dominanti poiché contengono mutazioni che portano funzioni nuove o anormali (Mutazione genetica) mentre soppressori del tumore mutati sono geni di tipo recessivo perché contengono mutazioni che riducono o annullano la funzionalità. Ogni cellula ha due copie dello stesso gene, una proveniente da ogni genitore, ma nella maggior parte dei casi una mutazione con aumento della funzionalità da parte di un gene proto-oncogene è sufficiente a trasformarlo in un oncogene. Di solito invece una mutazione con perdita di funzionalità deve accadere in entrambe le copie di un gene soppressore del tumore per rendere quel gene completamente inefficace. Esistono comunque casi in cui la perdita di funzionalità di una sola copia di un gene soppressore del tumore rende anche l'altra copia non funzionante, e ciò è chiamato "effetto negativo dominante". Ciò si può osservare in molte mutazioni del fattore di trascrizione p53.
Mutazioni nei geni soppressori del tumore possono essere passate ai discendenti causando un aumento di probabilità di ereditare il cancro. Si verifica in tali individui una incidenza aumentata di tumori multipli e una loro minore latenza. Se si eredita una copia dei soppressori del tumore difettosa da un genitore e una normale dall'altro si è a rischio di sviluppare il tumore perché le mutazioni nei soppressori del tumore agiscono in maniera recessiva e la perdita della copia normale crea il fenotipo del cancro. Per esempio individui che sono eterozigoti per mutazioni p53 sono spesso vittime della sindrome di Li-Fraumeni, e quelli che sono eterozigoti per mutazioni della proteina del retinoblastoma (pRb) sviluppano il retinoblastoma. Allo stesso modo mutazioni nel gene della poliposi adenomatosa familiare sono collegate al cancro del colon poliposico con migliaia di polipi nel colon in giovane età (vedi Il cancro del colon: una neoplasia prevenibile). Mutazioni in BRCA1 e BRCA2 portano invece ad un precoce cancro al seno.

### Insensibilità all'invecchiamento cellulare
Nei laboratori di microbiologia l'identificazione di un virus avviene grazie all'incubazione in colture cellulari (piccoli contenitori rettangolari che contengono cellule prelevate da tessuti come il rene di scimmia) del materiale prelevato dal paziente sospetto. Il più grosso limite di questa metodica è la scadenza cellulare, ovvero, il periodo oltre il quale una colonia di cellule non è più capace di sopravvivere anche se continuamente stimolata da fattori di crescita (vedi autosufficienza per la crescita cellulare). La scadenza imposta è comune a tutte le cellule dell'organismo umano; questo fenomeno, nell'insieme, è implicato nel processo di invecchiamento e senescenza dei tessuti e degli organi. Ad oggi, il problema della scadenza cellulare per le colture virali è stato valicato grazie alla presenza di colture in linea continua, gruppi cellulari che derivano da tumori, come le cellule HeLa (cellule del carcinoma della cervice uterina di Henrietta Lacks). Le cellule in linea continua sono cellule immortalizzate (senza scadenza) da specifiche alterazioni a carico di alcuni geni, come quelli che codificano per la telomerasi, un enzima che stabilizza il genoma aggiungendo una specifica sequenza di DNA sull'estremità 3' di ogni cromosoma. L'insieme ripetuto delle sequenze specifiche aggiunte (TTAGGG, T=timidina, A=adenosina, G=guanosina) forma i telomeri, che costituiscono il cappuccio terminale di ogni cromosoma. In molti tipi di carcinoma polmonare la telomerasi è costitutivamente attiva, a testimonianza dell'insensibilità delle cellule neoplastiche alla senescenza e alla morte cellulare.

### Angiogenesi
Nel corso dell'embriogenesi, ma anche nella vita adulta, lo sviluppo di un tessuto o di un organo si accompagna ad un sincrono sviluppo dei vasi sanguigni da cui riceve ossigeno e sostanze nutritive. Il meccanismo alla base di questo processo deve essere ricercato nella secrezione da parte delle cellule del tessuto in espansione di una serie di fattori che stimolano la proliferazione dell'endotelio polarizzandolo verso il nuovo distretto. L'innesco alla secrezione di questi fattori di crescita è rappresentato dall'ipossia; infatti, con l'espansione del tessuto, sempre più cellule si troveranno ad una distanza tale dal vaso sanguigno da risultare relativamente ischemiche. In queste cellule, soprattutto macrofagi tissutali, l'ischemia relativa porta ad una cascata di segnalazione intracellulare che ha come bersaglio la trascrizione di alcuni geni come il fattore di crescita dell'endotelio vascolare (VEGF), il fattore di crescita derivato dalle piastrine (PDGF), il fattore di crescita epidermico (EGF), il fattore di crescita fibroblastico (FGF), il fattore di crescita trasformante α (TGF-α) e il fattore di necrosi tumorale (TNF-α). Questo contesto di segnalazione molecolare, insieme alla presenza di proteasi e citochine, promuove lo sviluppo di nuovi vasi sanguigni, indirizzandoli verso le cellule relativamente ischemiche. Con il ritorno alla normale perfusione, lo stimolo proliferativo cessa e il nuovo tessuto è in grado di sopravvivere grazie al nuovo corredo vascolare. Dato che l'ossigeno diffonde nei tessuti per solo 1–2 mm rispetto al vaso sanguigno, un tumore che non possiede capacità angiogenetiche non può essere in grado di svilupparsi per uno spessore superiore a tale livello. Viceversa, un tumore con spiccata attività angiogenica può procurarsi un corredo vascolare tale da sostenere una crescita virtualmente illimitata. Non solo; con l'accesso al torrente ematico, un tumore può garantirsi il mezzo necessario alla propagazione metastatica a distanza.

### Ruolo del danno genetico
Il cancro è in definitiva causato dall'accumulo di danni genetici che sono fondamentalmente mutazioni nel DNA.
Sostanze che causano queste mutazioni sono note come mutageni e mutageni che causano il cancro sono noti come cancerogeni. Particolari sostanze sono state associate a specifici tipi di cancro. Il fumo di sigaretta è associato con il cancro ai polmoni. La prolungata esposizione alla radiazione, in particolare alla radiazione ultravioletta del sole, porta al melanoma ed altre patologie maligne della pelle. L'inalazione di fibre di asbesto è associata al mesotelioma. In termini più generali, agenti chimici detti mutageni e radicali liberi possono causare mutazioni cellulari. Altre mutazioni possono essere causate da infiammazioni croniche.

### Invasione e metastatizzazione
Una caratteristica che permette una prima distinzione tra tumori benigni e tumori maligni è il tipo di invasione tissutale: infatti, mentre i primi tendono ad espandersi comprimendo i tessuti circostanti, i secondi tendono ad espandersi infiltrandoli. Il processo di infiltrazione richiede la capacità attiva di farsi strada attraverso i tessuti, con demolizione della matrice extracellulare e sconvolgimento dell'architettura dell'organo. Non solo: in un organo sano i vari tessuti che lo compongono sono in equilibrio stabile. Si consideri ad esempio un bronco, formato da un epitelio colonnare semplice che poggia su un esile strato connettivale che compone la lamina propria. La lamina propria divide la superficie epiteliale dalla sottomucosa, composta da connettivo nel quale sono immerse ghiandole sierose, tessuto muscolare liscio, fibre elastiche e cartilagine. L'architettura di un tessuto così complesso viene garantita dalla presenza di segnali di riconoscimento tra cellula e cellula, che impediscono lo sviluppo eccessivo dell'uno rispetto all'altro. Ad esempio, nella superficie laterale della membrana delle cellule dell'epitelio bronchiale sono presenti proteine chiamate caderine. La vicinanza tra cellule della stessa specie (es: epitelio) porta al contatto tra le varie caderine, che, così, innescano un segnale intracellulare che inibisce la proliferazione del tessuto. Questo meccanismo, chiamato inibizione da contatto, blocca lo sviluppo eccessivo di un tessuto e al contempo porta alla proliferazione dello stesso in caso di mancanza di cellule (es: una lesione). L'inibizione da contatto che si sviluppa tra cellule della stessa specie viene definita omotipica; quella che si sviluppa tra due cellule diverse (es: epitelio e tessuto connettivo) viene invece definita eterotipica, operante, ad esempio, nella parte inferiore dalla membrana cellulare delle cellule dell'epitelio bronchiale. Da ciò è possibile dedurre che il primo passo per l'infiltrazione è la perdita dell'inibizione da contatto.
Il tasso di crescita globale di una neoplasia è dato dalla velocità di crescita (quella con cui le cellule del clone completano il ciclo cellulare), dalla neoangiogenesi (garantendosi l'apporto di prodotti trofici) e la frazione di crescita (percentuale di cellule di una popolazione neoplastica che è compresa nel compartimento profilerativo).

### Cancerogeni
Cancerogeno è l'agente chimico, fisico o biologico che causa, promuove o propaga il cancro, per azione diretta sul materiale genetico, o per inferenza sui processi metabolici volti alla regolazione della morte cellulare programmata. I cancerogeni sono classificati da appositi organismi internazionali.

### Ruolo delle infezioni virali
Alcuni tipi di virus possono causare mutazioni. Giocano un ruolo importante in circa il 20% di tutti i tumori maligni.
Ci sono essenzialmente due categorie di virus tumorali: "a trasformazione acuta" e a "trasformazione lenta". Nei primi le particelle virali contengono in sé l'oncogene e per questo motivo non hanno la necessità di attaccare il protoncogene della cellula ospite come invece avviene nel secondo caso. Qui l'oncogene è inserito nel genoma stesso del virus, prendendo il nome di v-onc. Il v-onc non è nient'altro che un omologo, iperattivo e mutato, di un gene implicato nella proliferazione cellulare e lavora perciò rapidamente in tutte le cellule infettate.
Nei virus a trasformazione lenta invece il genoma del virus è inserito vicino ad un proto-oncogene nel genoma ospite. Il promotore virale o altri elementi di regolazione della trascrizione causano sovra espressione di quel proto-oncogeno che a sua volta induce una prolificazione cellulare incontrollata. I virus a trasformazione lenta hanno una latenza di tumore molto lunga confrontati con quelli a trasformazione acuta che portano invece direttamente l'oncogeno virale. Questo perché l'inserzione virale nel genoma vicino ad un proto-oncogeno è bassa.
Virus tumorali, come alcuni retrovirus, herpesvirus e papillomavirus, di solito trasportano un oncogeno, oppure un gene che inibisce la normale soppressione dei tumori nel loro genoma.

### Cancro nei Pesci
Il ruolo dello iodio nei pesci di mare (ricchi di iodio) e nei pesci di acqua dolce (iodio-carenti) non è completamente chiarito, ma è stato riportato che i pesci di acqua dolce sono più soggetti a malattie infettive, arteriosclerotiche ed in particolare neoplastiche dei pesci di mare. Walsh, Luer et al. del Marine Biomedical Research Program del Mote Marine Laboratory di Sarasota (FL), e nel 1999, il Comitato del Senato U.S.A. riguardante la "Marine Research" hanno riportato che i pesci elasmobranchi marini come gli squali, le razze ecc. sono molto meno affetti da malattie tumorali che non i pesci di acqua dolce, e pertanto hanno stimolato la ricerca medica per una migliore comprensione di tale carcinogenesi in modo che possa essere utile negli altri animali ed in particolare negli uomini.

### Eziologia
È impossibile stabilire la causa iniziale per uno specifico tipo di cancro. Tuttavia, con l'aiuto delle tecniche della biologia molecolare, è possibile caratterizzare le mutazioni o le aberrazioni cromosomiche all'interno di un tumore e rapidi progressi si stanno facendo nel campo della predizione della prognosi basandosi in alcuni casi sullo spettro delle mutazioni. Ad esempio, quasi metà di tutti i tumori ha un gene p53 difettoso. Questa mutazione è associata con una scarsa prognosi, poiché quelle cellule tumorali sono meno soggette ad andare in apoptosi (morte cellulare programmata) quando sono danneggiate dalla terapia. Mutazioni della telomerasi rimuovono barriere addizionali, aumentando il numero di volte che una cella può dividersi. Altre mutazioni consentono al tumore una angiogenesi (crescita di nuovi vasi sanguigni) per consentirgli di ricevere più nutrienti, o per andare in metastasi, diffondendosi ad altre parti del corpo.